# Johann Franz Encke
Johann Franz Encke (Hamburgo, 23 de setembro de 1791 — Spandau, 26 de agosto de 1865) foi um astrônomo alemão, cujo nome é associado ao 2P/Cometa Encke, o cometa com período mais curto que se conhece.
Nasceu em 1791, estudou matemática e astronomia em Göttingen tendo como professor Carl Friedrich Gauss. Em 1812 tornou-se professor em Kassel até 1813, quando lutou no exército contra as forças de Napoleão Bonaparte. Em 1814 começou a trabalhar no Observatório de Seeberg próximo a Gota.
No final de 1818 Jean-Louis Pons descobriu um cometa fraco, o qual já havia sido observado por Pierre Mechain em 1786 e em 1795 por Caroline Herschel, Encke se encarregou da tarefa de calcular a órbita deste objeto e descobriu que tinha um período orbital de apenas 3,29 anos. Até esse momento os períodos mais curtos conhecidos eram em torno de 70 anos, com afélio um pouco mais distante do que a órbita de Urano, sendo o mais famoso deles o cometa 1P/Halley, com um período de 76 anos.
O cometa Encke tem o mais curto período até agora conhecido, retornando ao redor do sol em 3,3 anos.
Encke dedicou-se também à compilação de um novo Atlas Estelar, que possibilitou a Johann Gottfried Galle descobrir o planeta Neptuno.

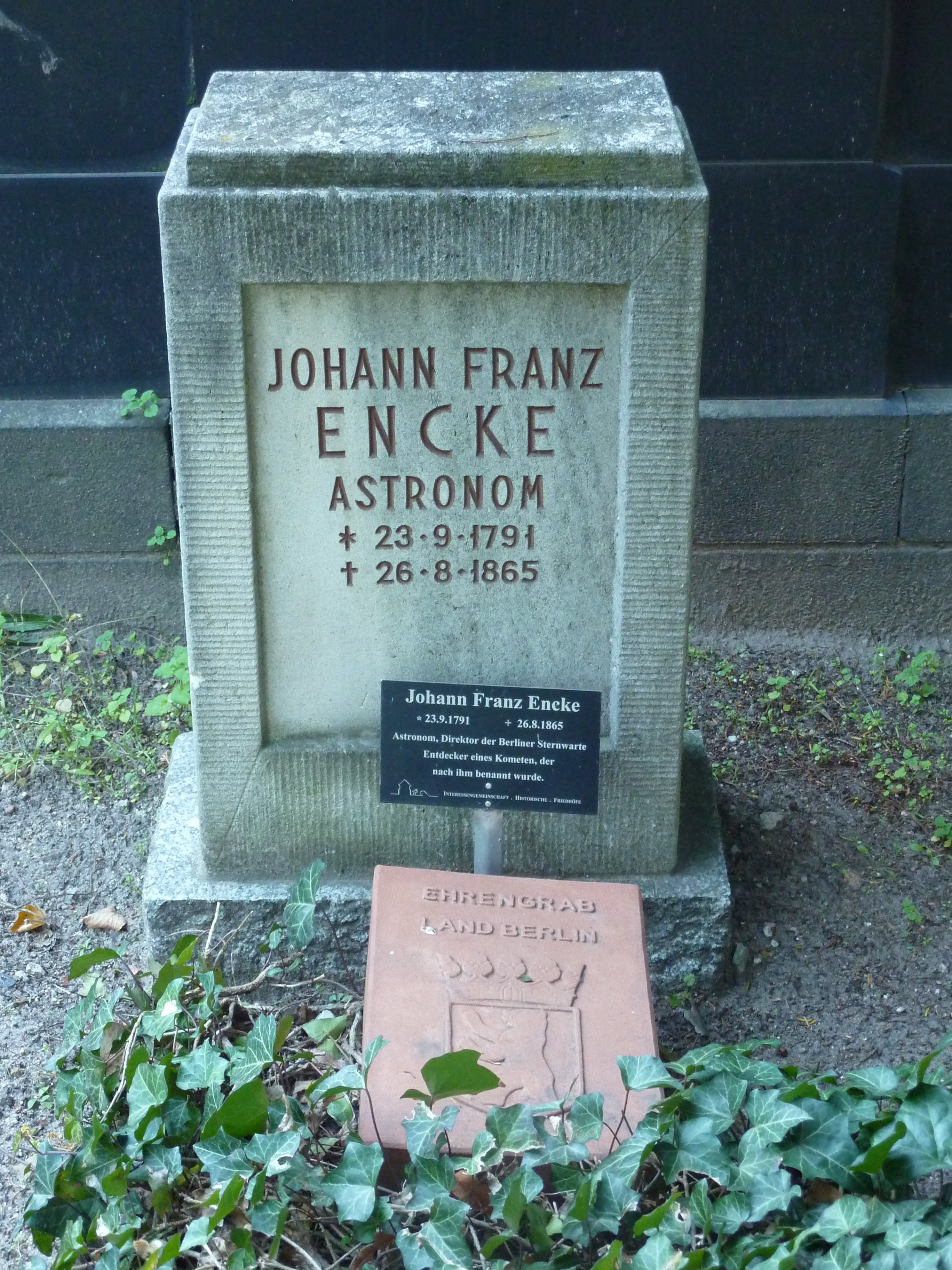
Sepultura de Johann Franz Encke no Friedhof II der Jerusalems- und Neuen Kirchengemeinde em Berlim Kreuzberg.

Em 1822 foi nomeado diretor do observatório de Gota, em 1825 foi chamado a Berlim pelo rei da Prússia. Com o apoio de Alexander von Humboldt e o rei Frederico Guilherme III da Prússia foi construído o observatório ao sul de Berlim. O arquiteto era Friedrich Schinkel. Teve um telescópio de 9 polegadas e Encke foi seu diretor.
Continuou trabalhando nos cálculos orbitais dos cometas e asteroides. Em 1837 descobriu um espaço entre o anel de Saturno, que é chamado divisão de Encke. Seu assistente Johann Gottfried Galle descobriu em 1838 o anel escuro interior C e em 1846 descobriu Neptuno. Sepultado no Friedhöfe vor dem Halleschen Tor em Berlim.
O seu orientador foi Carl Friedrich Gauss e entre os seus orientados contam-se August Ephraim Kramer, Leopold Kronecker, Franz Woepcke e Rudolf Wolf.
Entre os prémios que recebeu contam-se a Medalha de Ouro da RAS (1824) 
 Medalha Real (1828).